# ロールス・ロイス・リミテッド
ロールス・ロイス・リミテッド（英: Rolls-Royce ）のは1906年3月にイギリスで設立された製造業者で1971年に破産して国有化された。

## 概要
1906年3月に設立されたロールス・ロイス社 (Rolls-Royce Limited ) は、航空機用エンジンや乗用自動車の製造を行うイギリスのメーカーであった。1931年には同じイギリスのスポーツカーメーカーであるベントレーを買収するなど規模を拡大し、特に乗用車製造においては高級車の代名詞となった。しかしながら1960年代になると、乗用車製造における技術革新の遅れ、更には新たに開発・発売した航空機用ジェットエンジン「RB211」による損失の拡大などのために経営が悪化した。そのまま1971年4月に経営破綻、イギリス政府によって国有化された。

## ロールス・ロイス成立

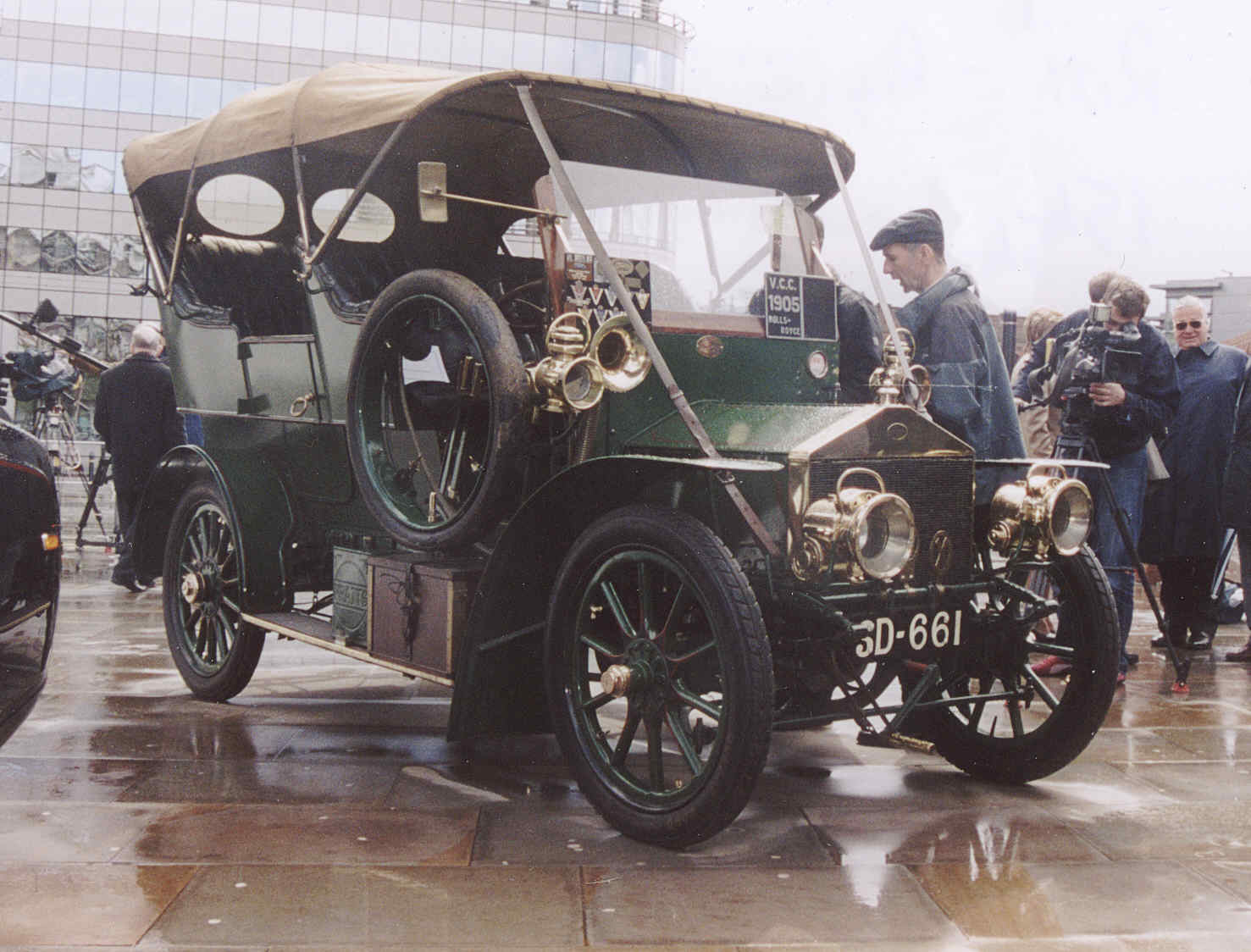
15hp（1905年）

1904年5月にマンチェスターで「10HP」に試乗したチャールズ・ロールズとクロード・ジョンソンは、性能の優秀さにいたく感銘を受けた。ロールズは「ロイス車の販売を一手に引き受けたい」と申し出、ロイスもこれを了承した。以後ロールズとロイス、そしてクロード・ジョンソンのチームは、相携えて高性能車の開発、発展に著しく寄与することになる。
しばらくは両者は別会社の形でロールス・ロイスブランドの自動車の製造・販売を行った。C・S・ロールズとロイス自動車部門の合同でロールス・ロイス（Rolls-Royce Ltd ）が設立され、名実ともに「ロールス・ロイス」となるのは1906年である。ロイス社でも経営をコントロールしていたアーネスト・クレアモントが（クロード・ジョンソン以上に裏方に徹する形で）ロールス・ロイスでも経営実務にあたり、1907年から1921年に没するまで社長を務めている。
当初、マンチェスターのクック・ストリートにあったロイスの工場で生産が行われたが、1908年にはダービーに本拠を移している。ロイスは1904年末から2気筒の「10HP」とその気筒数を増やして延長した3気筒「15HP」、4気筒の「20HP」、6気筒の「30HP」を製作、当時のイギリス車の中で性能的に群を抜いた存在として注目され、自動車先進国であるフランスでもパリでの展示会で高く評価されるなど成功を収めた。すでに「パルテノン神殿をモチーフとした」とされる独特のラジエーター・デザインはこの頃に定着していた。
20HPは1905年、チャールズ・ロールズらの運転でマン島TTレースに出場、健闘を見せたがトランスミッションのトラブルで2位となった。ロールズは翌年のT.T.レースでは雪辱を果たし、平均速度39mph（約63km/h）の快速で優勝している。

## 第一次世界大戦と航空用エンジン

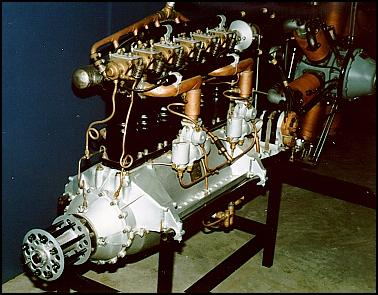
「ホーク」エンジン。その構造には「シルヴァーゴースト」とダイムラーの自動車用エンジンからのノウハウが活かされている

1914年8月に第一次世界大戦が勃発したが、開戦と同時にドイツのダイムラーの最新型グランプリ・レーシングカーがイギリス軍当局によって没収された。このレーシングカーはロンドンのショールームにちょうど展示されていたものであったが、当時最先端のSOHC動弁機構を搭載していた。SOHCのシステムを航空用エンジンに技術移転できると見込んだイギリス軍は、ロールス・ロイスに開発を持ちかけた。
フレデリック・ヘンリー・ロイスはダイムラー製エンジンを参考に、SOHC機構を搭載した飛行船用70hpエンジンの「ホーク」を開発する。当時の航空用としては珍しい直列形水冷エンジンであったが信頼性は高かった。以後、ロールス・ロイスの航空用レシプロエンジンは、直列形とV形の液冷式を採用して実績を上げた。その結果、第一次世界大戦終戦後、ロールス・ロイスにおいて航空用エンジンは自動車と並ぶ重要部門となっていた。

## 高水準の確立と戦間期・世界恐慌

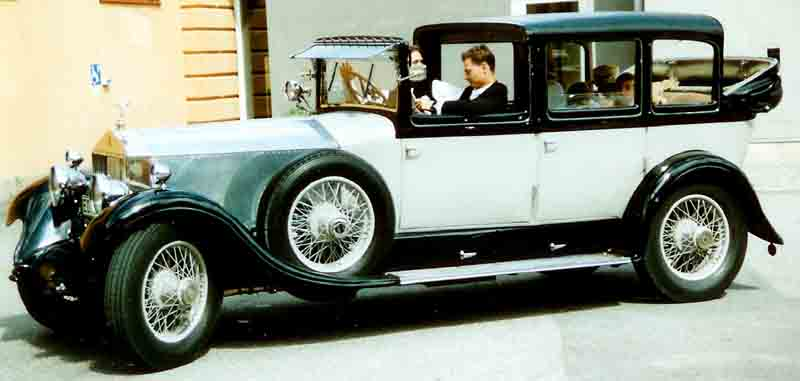
ファントムI・ランドーレ・ドゥ・ヴィル（1927年）

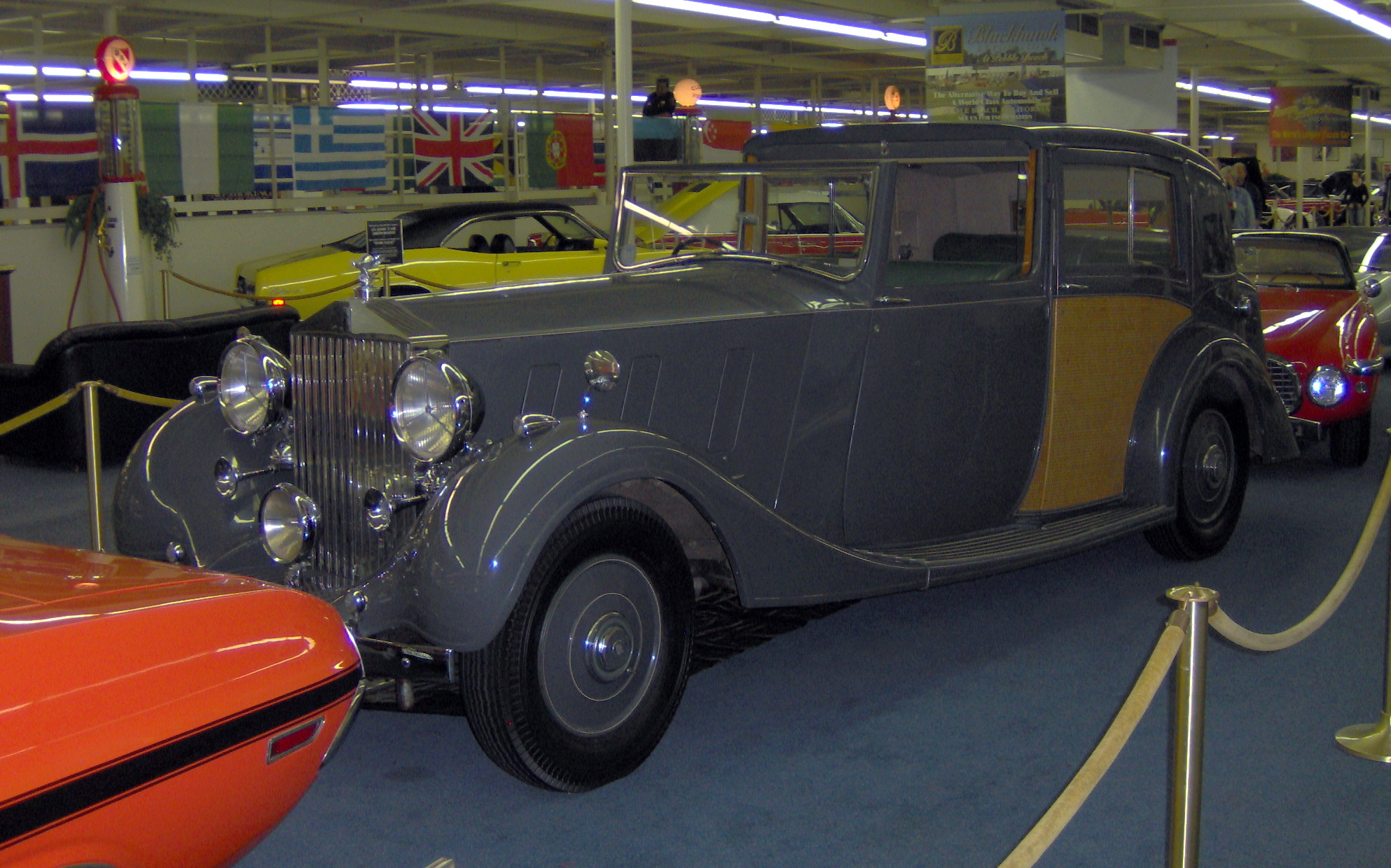
ファントムIII・フーパー・セダンカ・ドゥ・ヴィル（1937年）

「シルヴァーゴースト」の後継モデルとして、1925年には高出力のOHVエンジンを搭載し、機械式サーボ・システムによる強力な4輪ブレーキを装備した「ファントムI」が開発された。
これに先立つ1921年には「シルヴァーゴースト」の大きな市場であり、当時輸入車に高額の関税を課していたアメリカ市場への対策としてアメリカ工場（マサチューセッツ州スプリングフィールド）が開設され、左ハンドル仕様の「シルヴァーゴースト」1,701台、「ファントムI」1,241台を生産したが、ビジネスとしては失敗に終わった。「たとえ高額の関税込みであろうとイギリス製のロールス・ロイスが欲しい」というアメリカの富裕層の心をつかみきれなかったのである。
これらはボディメーカーがアメリカ系のため、イギリス本国生産モデルとは著しく異なるスタイリングをしており、ラジエーター以外はキャデラックかパッカードなどのアメリカ車じみた外観だった。1929年の世界恐慌がとどめを刺す形になり、1931年にはアメリカでの現地生産の中止を余儀なくされた。
以後のロールス・ロイスの最上級モデルは引き続いて「ファントム」（Phantom ）の名を与えられ、1932年には低床シャーシの「ファントムII」、1936年には当時最先端のウィッシュボーン式独立懸架とV形12気筒エンジンを備えた巨大な「ファントムIII」を送り出している。

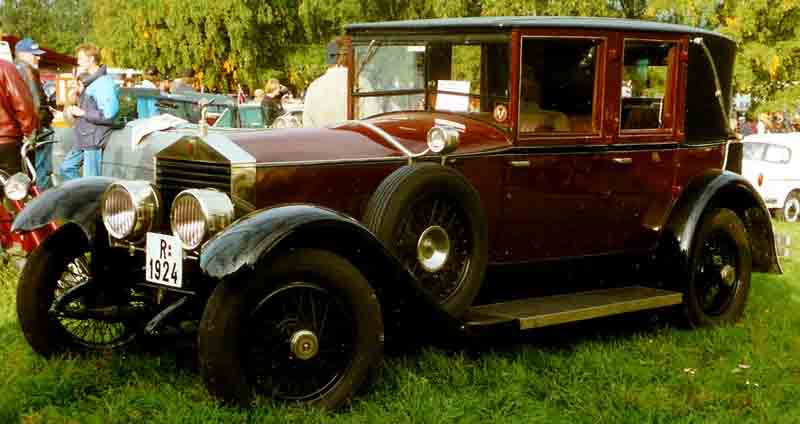
20HP（1924年）

一方、1922年には「シルヴァーゴースト」より小型（とはいえ4リッター級）の「トゥウェンティー」形車（通称ベビー・ロールス）でオーナー・ドライバー向けの高級車市場を開拓。このベビー・ロールス系は1929年に強化形の「20/25HP」に発展、1936年には排気量拡大型の「25/30HP」形に移行し、1938年にはやはり前輪独立懸架装備の「レイス」に進化して、ロールス・ロイスの市場を広げた。
戦後日本の内閣総理大臣になった吉田茂は第二次世界大戦前に外交官として英国に赴任していた当時、私費で1937年式25/30HPフーパー製サルーンを購入して日本に持ち帰り、総理在任中も含め公私において終生愛用した。これは日本に残るロールス・ロイスの中でもとくに有名な1台で、2013年時点でも可動状態で現存する。

## ベントレーを傘下に
1931年には、ル・マン24時間レースなどで数々の勝利を収めながらも経営不振に陥っていたベントレーを、創業者ウォルター・O・ベントレーから譲り受け、自社ブランドとした。以後のベントレーは1990年代までロールス・ロイスのバッジエンジニアリングによるオーナー・ドライバー向けで幾分スポーツカー的なニュアンスを加えた姉妹車として存続した。
フレデリック・ヘンリー・ロイスが1933年に死去し、これを受けてロールス・ロイスは「R-R」エンブレムの赤地部分を、ロイスの喪に服して黒地に変え、現在でもこれは踏襲されているが、これには生前にロイスが「黒の方が美しい」として変えさせたという説、単に顧客の「赤だとボディの色と合わないのでどうにかしてくれ」との要望に応えただけという異説もある。

## マーリンとグリフォン

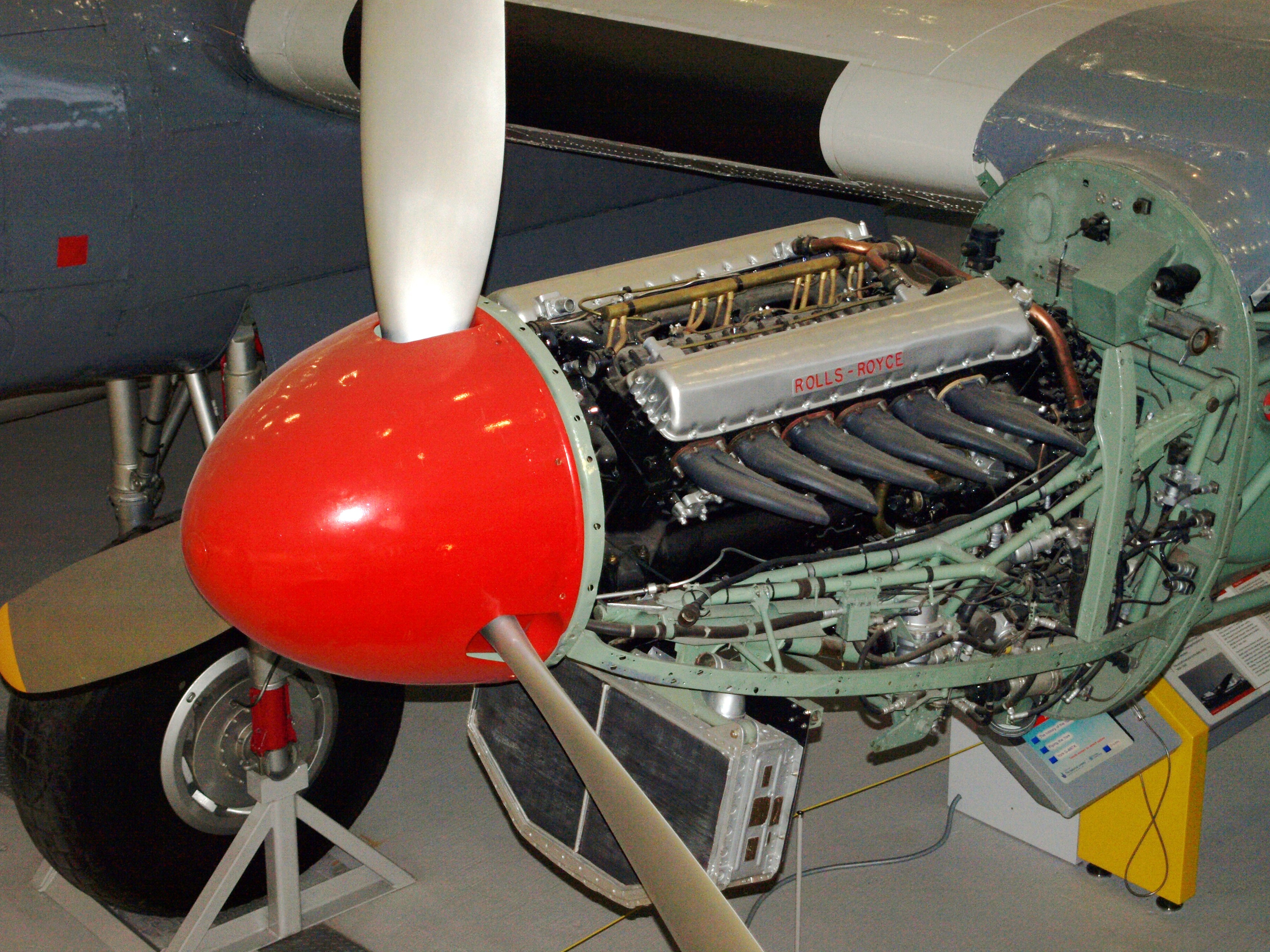
「マーリン」エンジン

1939年9月に第二次世界大戦が勃発すると自動車生産を中止し、航空用エンジンをはじめとする軍需生産に特化した。ダービー工場は、軍需工場としてドイツ空軍による爆撃の被害を受けている。なお、ロイスが最晩年に手がけた液冷V形12気筒エンジンは「マーリン」の愛称で改良を重ねつつ、第二次世界大戦中を通じて大量に生産された。
マーリンは戦闘機のスピットファイアやハリケーン、爆撃機のランカスター、偵察・戦闘爆撃機のモスキートなど、数多くのイギリス製軍用機に搭載され、イギリス本土防衛戦（バトル・オブ・ブリテン）や対独攻撃において大きな成果を挙げた。
また第二次大戦での最優秀戦闘機ともされるアメリカのP-51 マスタングは、マーリン（アメリカのパッカードでライセンス生産された）を搭載したことが成功の一因と言われている。
最後のシュナイダー・トロフィー・レースに勝利した水上機、スーパーマリン S.6B用のエンジンを基に開発された「グリフォン」エンジンは、「マーリン」より更に強力なエンジンで、後期型スピットファイアに搭載された。

## 第二次世界大戦後

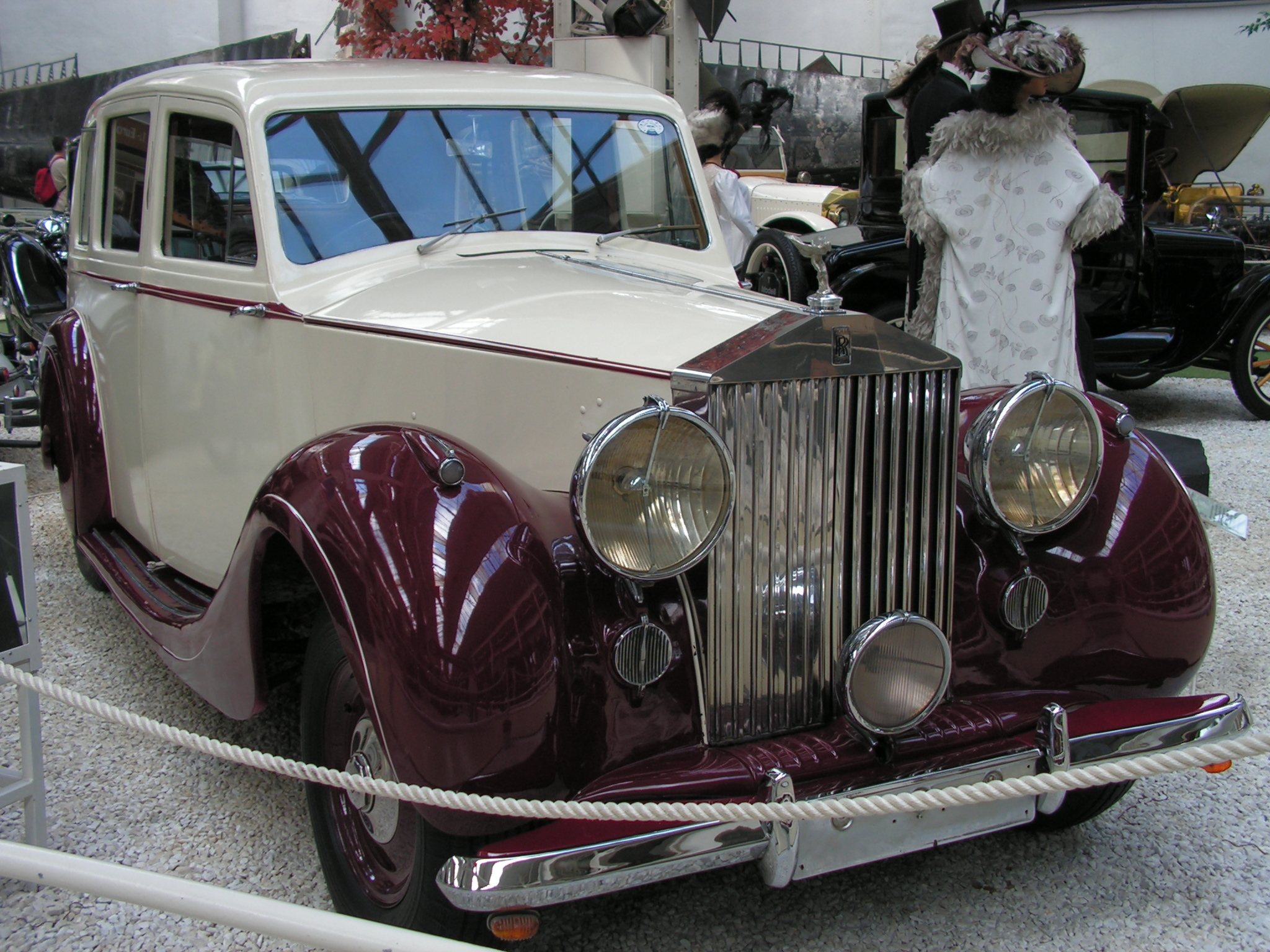
シルヴァーレイス（1949年）

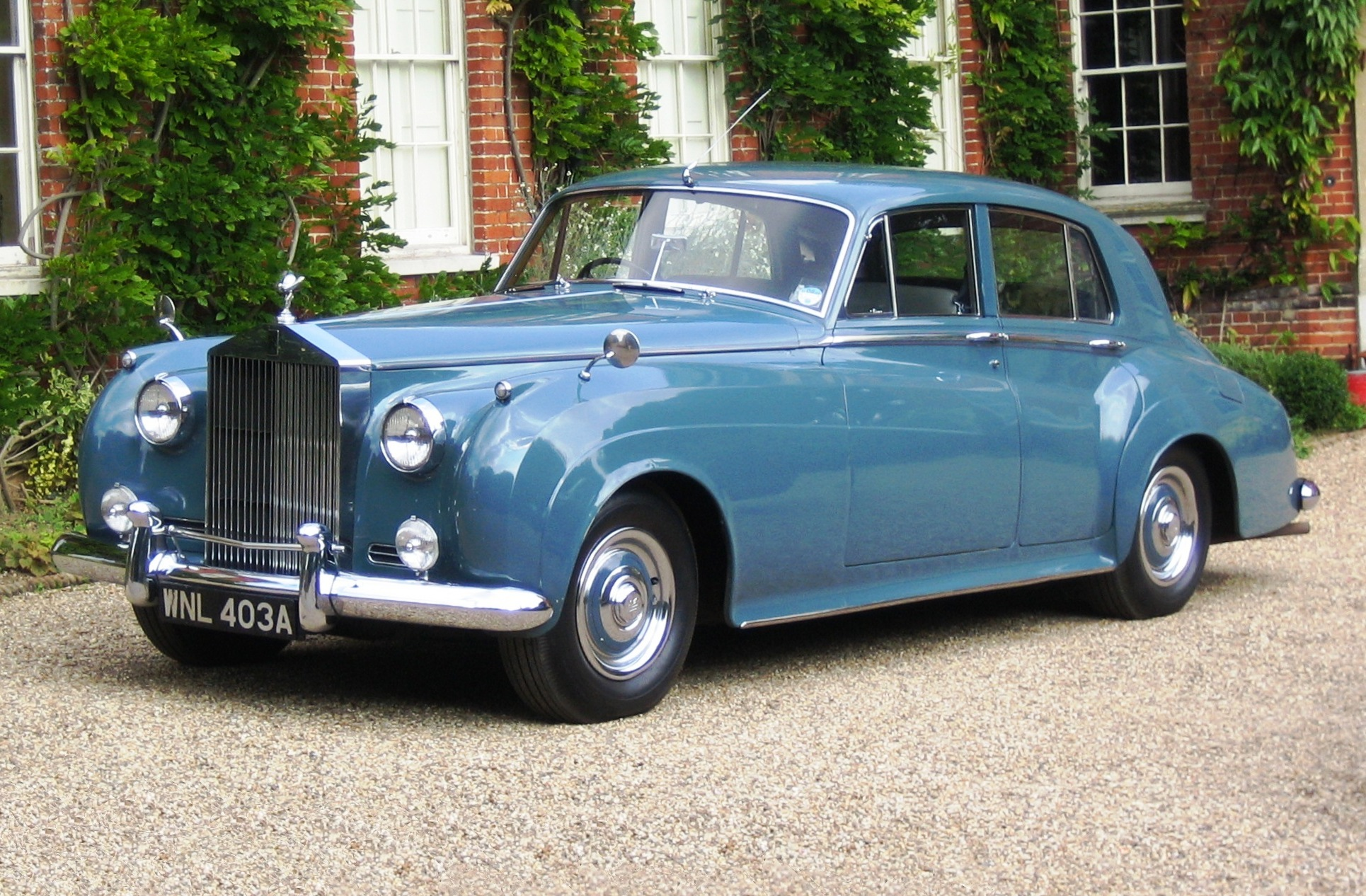
シルヴァークラウド（1956年）

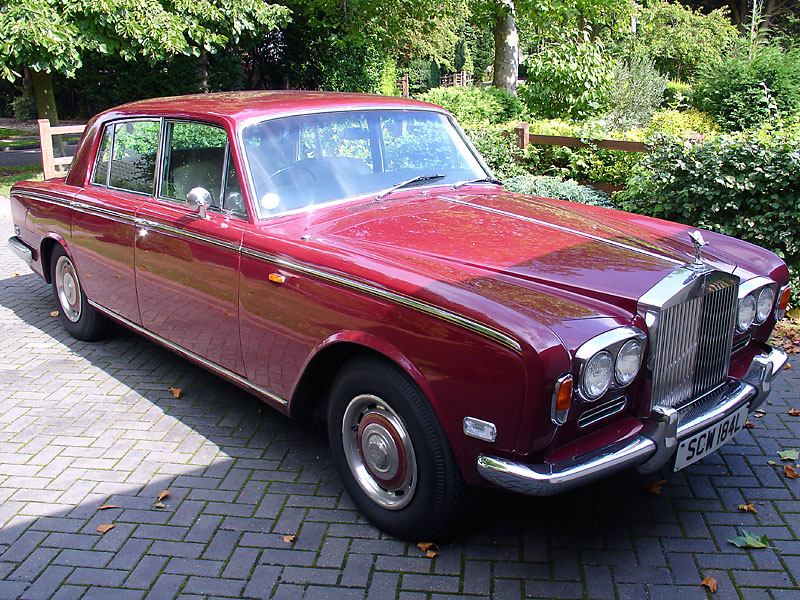
シルヴァーシャドウ（1965年）

第二次世界大戦後の1946年、工場はダービーからクルーに移転され、1947年から「シルヴァーレイス」の生産を開始した。第二次世界大戦後も、ロールス・ロイスは古くから培ってきた名声によって広い販路を得るとともに、特に本土がほとんど戦禍を受けなかったアメリカを主なマーケットとして販売を伸ばし続けた。
なお、第二次世界大戦後のロールス・ロイスの外見は、流線形やテールフィンなどの流行を取り入れて行ったアメリカ車やドイツ車と比べ、「ナイフ・エッジ」と呼ばれるデザインが代表するように、イギリスの伝統に従ってごく保守的であったが、性能は常に時代毎の水準を満たしていた。
第二次世界大戦後の最上級リムジンとしては、1950年に復活した「ファントムIV」を皮切りに、1959年に「ファントムV」、1968年には「ファントムVI」が登場している。なお、第二次世界大戦前からの長きに渡ってイギリス国王の御料車はデイムラーであったが、1955年に「ファントムIV」がエリザベス2世女王の御料車に採用され、念願の頂点を極めている。また「ファントムIV」は、昭和天皇の御料車としても短期間使用されている。

## 航空機用ジェットエンジン
第二次世界大戦中からジェットエンジンの開発を始めており、1949年に初飛行した世界初のジェット旅客機、デ・ハビランド DH.106 コメットの第二世代モデル（1953年 - ）にも同社製のエンジンが搭載された。しかしながら1960年代、大型ジェット旅客機「L-1011 トライスター」向けに開発中だった新機軸を大幅に盛り込んだRB211エンジンがトラブルを招いた。同エンジンへの搭載が試みられた炭素繊維複合材料製のターボファンブレードであるHyfilはバードストライクの試験に合格できず、また採用試験運転中にファイバーが剥がれ落ちてしまう事故も発生した。振動特性の違いなどからターボファンのみを通常の金属製に変更することは不可能であり、エンジン全ての再設計が必要となった。この経過は、ロールス・ロイスにとって莫大な経済的損失となった。また搭載予定だったトライスターの販売不振に繋がり、政財界を巻き込んだロッキード事件の一因となった。

## 倒産と国有化
RB211エンジンの失敗などによってロールス・ロイスの財政は逼迫、1971年には遂に経済破綻し、公的管理下におかれた。同社はイギリス国有化されることによって消滅を免れた。その際には、当時イギリス最大の自動車メーカーとなっていた国営ブリティッシュ・レイランドの傘下になることも噂されたが、最終的にはロールス・ロイスとして独立を保った状態のまま国有化された。

## 顛末

### 自動車部門
国有化後の1973年、自動車部門（ベントレーを含む）は分離・民営化されることが決定した。売却先は当時同国の大手メーカーであったヴィッカースであり、社名は「ロールス・ロイス・モーターズ」（Rolls-Royce Motors ）とされた。

### 航空機用エンジン部門
1973年に自動車部門が分離・民営化されて以降もイギリス国有企業として存続した。航空機用エンジンのほか、船舶、防衛、エネルギー関連などの製作・販売を続けていたが、マーガレット・サッチャー政権下に再度の民営化が決定され、1987年に「ロールス・ロイス plc」として再民営化された。

## 乗用車モデル

### 第二次世界大戦前
- 10HP（1904年 - 1906年[5]）
- 15HP（1904年 - 1905年[5]）
- 30HP（1904年 - 1906年[5]）
- 20HP（1905年 - 1906年[5]）
- V8レガリミット（1905年 - 1906年[5]）
- シルヴァーゴースト40/50HP（1906年[6] - 1925年[5]）
- トゥウェンティー（1922年 - 1929年[5]）
- ファントムI（1925年 - 1931年[5]）
- 20/25HP（1929年 - 1936年[5]）
- ファントムII（1929年 - 1935年[5]）
- 25/30HP（1936年 - 1938年[5]）
- ファントムIII（1936年 - 1939年[5]）
- レイス（1938年 - 1939年[5]）

### 大戦後
- シルヴァーレイスI（1947年 - 1959年[5]）
- シルヴァードーン（1949年 - 1955年[5]）
- ファントムIV（1950年 - 1956年[5]）
- シルヴァークラウド（1955年 - 1959年[5]）
- シルヴァークラウドII（1959年 - 1962年[5]）
- ファントムV（1959年 - 1968年[5]）
- シルヴァークラウドIII（1962年 - 1966年[5]）
- シルヴァーシャドウ（1965年 - 1977年[5]）
- ファントムVI（1968年 - 1991年[5]）